# 275
Évszázadok: 2. század – 3. század – 4. század
Évtizedek: 220-as évek – 230-as évek – 240-es évek – 250-es évek – 260-as évek – 270-es évek – 280-as évek – 290-es évek – 300-as évek – 310-es évek – 320-as évek
Évek: 270 – 271 – 272 – 273 –  274 – 275 – 276 – 277 – 278 – 279 – 280

## Események

### Római Birodalom
- Aurelianus császárt és Aurelius (Iulius?) Marcellinust választják consulnak.
- Aurelianus visszaveri a Galliába és Raetiába betörő alemannokat és frankokat.
- Aurelianus hadjáratra indul a Szászánidák ellen, hogy visszafoglalja Mezopotámiát. Útközben Trákiában büntetéstől félő korrupt tisztviselői meggyilkolják.
- A légiók szokatlan módon a szenátust kérik fel az új uralkodó megválasztására: az egy tekintélyes, idős szenátort, Marcus Claudius Tacitust emel a birodalom élére. Tacitus féltestvérét, Marcus Annius Florianust nevezi ki a praetoriánus gárda parancsnokává.
- Tacitus Trákiába siet, ahová betörtek a gótok.
- [[január 4.] – Eutükhianoszt választják az előző év végén elhunyt I. Félix pápa pápa helyére.[1]

## Halálozások
- Aurelianus római császár (* 214)

## Fordítás
- Ez a szócikk részben vagy egészben  a(z)   275 című német Wikipédia-szócikk ezen változatának fordításán alapul.  Az eredeti cikk szerkesztőit annak laptörténete sorolja fel. Ez a jelzés csupán a megfogalmazás eredetét és a szerzői jogokat jelzi, nem szolgál a cikkben szereplő információk forrásmegjelöléseként.